# 明日晴れるかな
「明日晴れるかな」（あした はれるかな）は、桑田佳祐の楽曲。自身の9作目のシングルとして、タイシタレーベル / SPEEDSTAR RECORDSから12cmCD・12インチレコードで2007年5月16日に発売された。
2016年2月26日にはダウンロード配信、2019年12月20日にはストリーミング配信を開始した。

## 背景・リリース
桑田のソロシングルとしては、2002年の「東京」以来、約4年11か月ぶりに発売された作品。2007年にフジテレビ系列の「月9」枠で放送された『プロポーズ大作戦』のエンディングの主題歌に採用され、第53回ザテレビジョンドラマアカデミー賞では、ドラマソング賞を受賞した。
初回プレスはシルバーケース仕様、オリジナル“Cherry”ステッカーを付属。また、初回限定盤にのみボーナストラックとして「こんな僕で良かったら」のアレンジ違いを収録している。アナログ盤は従来同様初回限定生産であり、ボーナストラックとしてCD盤と同様に「こんな僕で良かったら」のアレンジ違いを収録。特典として、ネオンカラージャケット仕様、オリジナルミニポスターを封入している。

## プロモーション
活動再開に至って、正式発表となった2007年4月2日の前日、4月1日からYahoo! JAPANで大掛かりな宣伝が仕掛けられた。エイプリルフールを理由にした嘘記事として、桑田がレコーディング中にスタジオの強制捜査、本人の失踪というニュースをWeb上で公開するといったものであり、4月1日の午後から同サイト内で重大告知発表として徐々に情報を公開していた。この騒動はYahoo! JAPANとの連動で逃げ回る猿の“桑田佳祐容疑者”を巡るコメディチックな演出を用いるなどの複数の映像が製作された。
この嘘ニュースはYahoo! JAPANのトップページにも表示されていたが、ページ内で『今日は4月1日です』とエイプリルフールを元にした嘘であることを暗に説明していた。このことはサザンオールスターズの公式サイトや、メールマガジンでも宣伝を兼ねた断りがされていた。また、この嘘ニュースでは桑田佳祐は「呪いか魔術か 新曲の影響で猿化した」となっており、同時に嘘の目撃情報を募るページも開設されていた。さらに、同じ被害にあった人物としてリア・ディゾンも取り上げられ、涙ながらに取材に応える演出もあったが、実際に出演していたのはリア・ディゾンとはかけ離れた女装したエキストラの中年男性であった。

## 受賞歴
| 年     | 音楽賞                         | 結果                       | 出典   |
| ------ | ------------------------------ | -------------------------- | ------ |
| 2008年 | 第22回日本ゴールドディスク大賞 | シングル・オブ・ザ・イヤー | [ 19 ] |

## チャート成績
2007年5月28日付のオリコン週間ランキングで初週16.8万枚を売り上げて、1位を獲得した。2001年発売の「波乗りジョニー」から4作連続・通算5作目の1位を獲得した。また、本作の首位獲得によって連続首位獲得数がグループ出身の男性歌手としては史上初の記録となり、杉山清貴（オメガトライブ）と稲葉浩志（B'z）の3作連続を上回り、歴代単独1位となった。オリコンによる累計売上枚数は36万枚を記録している。
オリコンによる本作の登場週数は33週である。

## 収録曲
- 収録時間：14:48（初回限定盤）、13:33（通常盤）

### 共通
- 初回限定盤・通常盤・アナログ盤共に収録。

1. 明日晴れるかな (5:18)
（作詞・作曲・編曲：桑田佳祐 / 弦・管編曲：島健）
フジテレビ系列月9ドラマ『プロポーズ大作戦』主題歌[注釈 1]。ユニクロ「Life Wear/みんなのワイドパンツ編」CMソング[注釈 2]。
歌詞は「自分を信じて願うことが生きることの糧となる」ことを歌っており[18]、曲調はスケール感のあるバラードである[25]。
桑田は著書で本楽曲のエピソードを語った際に「自分の曲でFキー（ヘ長調）で作るのはこれが初めて」と述べている[26][注釈 3]。本楽曲をFキーで作曲することを決めた理由として、それまではE（ホ長調）などの開放弦で作曲することが多かったが、アクト・アゲインスト・エイズの企画でカーペンターズなどの洋楽をカバーしたことが影響し、「Fっていいな」と思えたためであるといい、本楽曲を制作して以降はFキーで楽曲が制作される頻度が多くなっている[26]。レコーディングに参加した人数は40人近くに上る[25]。制作当初の仮タイトルは「鎌倉」だった[30]。
活動概要の発表と同時に公式サイトで試聴が解禁され、2007年4月21日にラジオ解禁された。また、サザン及び桑田ソロの楽曲としては、初めて着うたフルで配信された楽曲となった[31]。着うたフルは、過去にファンからの解禁のリクエストがあったが、今回はタイアップドラマの視聴者からの解禁の問い合わせが殺到したため、初の解禁となった[31]。
ミュージック・ビデオは、公式サイトでも期間限定で配信された通常版のほか、テレビCM及び音楽番組用にラストのサビ部分が編集された2つのバージョンが存在している。MVの監督は山口保幸が務めた[32]。
宮城県牡鹿郡女川町の臨時災害放送局・女川さいがいFMが2016年3月で閉局すると知った桑田が、東日本大震災の被災地復興の思いを込めて同年3月26日に女川温泉ゆぽっぽ（JR女川駅併設）から自身のレギュラー番組『桑田佳祐のやさしい夜遊び』の生放送を行った際に披露されたこの曲が2016年発売のシングル「ヨシ子さん」の初回限定盤に収録されている[33]。
2023年のライブ・ビデオ『お互い元気に頑張りましょう!! -Live at TOKYO DOME-』の発売に伴い、桑田の公式YouTubeチャンネルではこの作品に収録されている本楽曲の演奏の模様が公開された。MV以外のバージョンの本楽曲が公開されるのはこれが初めてのことである[34]。
玉井詩織（ももいろクローバーZ）が2023年に行ったソロ・プロジェクト『SHIORI TAMAI 12 Colors』の一環で発表したプレイリスト『モヤモヤした時に聴きたい曲』に本楽曲が選曲されている[35]。
2. こんな僕で良かったら (3:44)
（作詞・作曲・編曲：桑田佳祐 / 管編曲：山本拓夫）
自身出演のアメリカン・エキスプレス「MORE THAN JUST A CARD」CMソング[注釈 4]。
本楽曲は本作の収録曲中で最も早く公開された[36][37]。
3. 男達の挽歌 (4:31)
（作詞・作曲・編曲：桑田佳祐）
自身出演のダンディハウス「ニッポン ダンディ?」CMソング[注釈 5]。
歌詞にはCMであるダンディハウスのキャッチコピーなどがちりばめられている。また、一部に夏目漱石の「草枕」に記された一節がそのまま使われている。

### 初回限定盤・アナログ盤のみ収録
1. こんな僕で良かったら (Trumpet & Jazz Piano Trio:CM Version) (1:16)
（作曲：桑田佳祐 / 編曲：桑田佳祐、片山敦夫）
初回限定盤とアナログ盤のみ収録されている別バージョンでオリジナルバージョンが使用されたアメリカン・エキスプレス「MORE THAN JUST A CARD」キャンペーンの"「ただいま」篇"のために製作されたインストバージョン。

## 参加ミュージシャン
- 明日晴れるかな
  - 桑田佳祐:Vocal, Chorus, Acoustic Guitar, Bass
  - 小倉博和:Electric & Acoustic Guitar
  - 鎌田清:Drums
  - 片山敦夫:Piano, Keyboards
  - 西村浩二:Trumpet
  - 菅坡雅彦:Trumpet
  - 村田陽一:Trombone
  - 広原正典:Trombone
  - 池城勉:Bass Trombone
  - 藤田乙比古:Horn
  - 比嘉康志:Horn
  - 金原千恵子ストリングス:Strings
  - MCキッズ:Boys & Girls Choir
  - 島健:Chorus Dibbing Adviser
  - 角谷仁宣:Computer Programming
- こんな僕で良かったら
  - 桑田佳祐:Vocal, Chorus, Electric Guitar Solo
  - 小倉博和:Electric Guitar
  - 角田俊介:Bass
  - 鎌田清:Drums
  - 片山敦夫:Piano
  - 成田昭彦:Percussion
  - 西村浩二:Trumpet
  - エリック宮城:Trumpet
  - 菅坡雅彦:Trumpet
  - 荒木敏男:Trumpet
  - 村田陽一:Trombone
  - 広田正典:Trombone
  - 五十嵐誠:Trombone
  - 山城純子:Bass Trombone
  - 本田雅人:Alto Sax
  - 白石幸司:Alto Sax
  - 小池修:Tenor Sax
  - 吉田治:Tenor Sax
  - 山本拓夫:Baritone Sax
  - 島健:Chorus Dubbing Adviser
  - 角谷仁宣:Computer Programming
- 男達の挽歌(エレジー)
  - 桑田佳祐:Vocal, Chorus, Tambourine, Cowbell
  - 斎藤誠:Electric Guitar
  - 井上富雄:Bass
  - 鎌田清:Drums
  - 片山敦夫:Hammond Organ, Keyboards
  - 山本拓夫:Alto, Tenor & Baritone Saxes
  - 清水美恵:Chorus
  - 安奈陽子:Chorus
  - 原由子:Chorus Dubbing Adviser
  - 角谷仁宣:Computer Programming
- こんな僕で良かったら (Trumpet & Jazz Piano Trio : CM Version) ※初回盤、アナログ盤にのみ収録
  - 桑田佳祐:Drum Programming
  - 片山敦夫:Keyboards, Bass Programming
  - 菅坡雅彦:Trumpet
  - 角谷仁宣:Computer Programming

## カバー
明日晴れるかな
- 2020年：絢香 - 『遊音倶楽部 〜2nd grade〜』収録。

## 収録アルバム
| 曲名                                                        | 作品名                                          | 備考                 |
| ----------------------------------------------------------- | ----------------------------------------------- | -------------------- |
| 明日晴れるかな                                              | 桑田さんのお仕事 07/08 〜魅惑のAVマリアージュ〜 |                      |
| 明日晴れるかな                                              | I LOVE YOU -now & forever-                      |                      |
| 明日晴れるかな                                              | いつも何処かで                                  |                      |
| こんな僕で良かったら                                        | 桑田さんのお仕事 07/08 〜魅惑のAVマリアージュ〜 |                      |
| 男達の挽歌                                                  | 桑田さんのお仕事 07/08 〜魅惑のAVマリアージュ〜 |                      |
| こんな僕で良かったら (Trumpet & Jazz Piano Trio:CM Version) | 桑田さんのお仕事 07/08 〜魅惑のAVマリアージュ〜 | バージョン違いで収録 |

## ミュージック・ビデオ収録作品
| 曲名                                                        | 作品名 |
| ----------------------------------------------------------- | ------ |
| 明日晴れるかな                                              | MVP    |
| こんな僕で良かったら                                        | 未収録 |
| 男達の挽歌                                                  | 未収録 |
| こんな僕で良かったら (Trumpet & Jazz Piano Trio:CM Version) | 未収録 |

## ライブ映像作品
| 曲名                 | 作品名                                                                  | 備考 |
| -------------------- | ----------------------------------------------------------------------- | --- |
| 明日晴れるかな       | 桑田さんのお仕事 07/08 〜魅惑のAVマリアージュ〜                         | |
| 明日晴れるかな       | 桑田佳祐の音楽寅さん 〜MUSIC TIGER〜 あいなめBOX                        | DISC 1「♯01 桑田佳祐 追悼特別番組」に未公開映像として、及びDISC 2「♯09 寅さんの大阪案内②」にダイジェスト映像を収録。                                       |
| 明日晴れるかな       | 宮城ライブ 〜明日へのマーチ!!〜                                         | |
| 明日晴れるかな       | 桑田佳祐 LIVE TOUR & DOCUMENT FILM 「I LOVE YOU -now & forever-」完全盤 | |
| 明日晴れるかな       | がらくたライブ                                                          | |
| 明日晴れるかな       | ごはん味噌汁海苔お漬物卵焼き feat. 梅干し                               | 完全生産限定盤A・B封入のBlu-ray・DVDに収録。2021年3月7日にブルーノート東京で開催した配信限定ライブ『静かな春の戯れ ～Live in Blue Note Tokyo～』での歌唱。 |
| 明日晴れるかな       | お互い元気に頑張りましょう!! -Live at TOKYO DOME-                       | |
| こんな僕で良かったら | 桑田さんのお仕事 07/08 〜魅惑のAVマリアージュ〜                         | |
| こんな僕で良かったら | ごはん味噌汁海苔お漬物卵焼き feat. 梅干し                               | 完全生産限定盤A・B封入のBlu-ray・DVDに収録。2021年3月7日にブルーノート東京で開催した配信限定ライブ『静かな春の戯れ ～Live in Blue Note Tokyo～』での歌唱。 |
| こんな僕で良かったら | お互い元気に頑張りましょう!! -Live at TOKYO DOME-                       | 演奏時に2番がカットされている。 |
| 男達の挽歌           | 桑田さんのお仕事 07/08 〜魅惑のAVマリアージュ〜                         | |
| 男達の挽歌           | がらくたライブ                                                          | |
| 男達の挽歌           | LIVE TOUR 2021「BIG MOUTH, NO GUTS!!」                                  | |